# Lindsey Meadows
 (juillet 2010).
Si vous disposez d'ouvrages ou d'articles de référence ou si vous connaissez des sites web de qualité traitant du thème abordé ici, merci de compléter l'article en donnant les références utiles à sa vérifiabilité et en les liant à la section « Notes et références ».
Pour les articles homonymes, voir Meadows.
Lindsey Meadows est une actrice de films pornographiques née le 10 avril 1982 aux États-Unis (Cleveland Ohio). Cette actrice d'origine allemande, hongroise et irlandaise rentra dans l'industrie de la pornographie en 2004 à l'âge de 22 ans. Depuis elle a tourné dans plus de 100 films.

## Awards
- 2008 AVN Award nommée – Unsung Starlet Of The Year[2]
- 2008 AVN Award nommée – Best POV Sex Scene – POV Pervert 7[2]
- 2008 AVN Award nommée – Best POV Sex Scene – Fresh Meat 23[2]
- 2008 F.A.M.E. Award finaliste – Most Underrated Star[3]
- 2009 AVN Award nommée – Best Oral Sex Scene – Tristan Taormino's Expert Guide to Oral Sex 2: Fellatio[4]
- 2009 AVN Award nommée – Best Threeway Sex Scene – Sweat 3[4]
- 2009 AVN Award nommée – Unsung Starlet Of The Year[4]
- 2009 XRCO Award nommée – Unsung Siren[5]
- 2010 AVN Award nommée – Best supporting actress – The Price of Lust[6]